# Наука і гіпотеза
Наука і гіпотеза (фр. La Science et l'Hypothèse) — книга французького математика Анрі Пуанкаре, вперше опублікована в 1902 році. Книга розрахована на неспеціалістів, присвячена математиці, космосу, фізиці й природі. В ній розглядаються тези того, що абсолютна істина в науці недосяжна і більшість загальноприйнятих переконань вчених є комфортними умовностями, а не більш ґрунтовними версіями у порівнянні з альтернативами. Зокрема описується відкриття наукових питань стосовно фотоелектричного ефекту, броунівського руху і відносностей фізичних законів у просторі. «Наука і гіпотеза» пізніше вплине на Альберта Айнштайна, який напише роботу «Annus Mirabili»